# 台东间吸鳅
台东间吸鳅（学名：Hemimyzon taitungensis）又稱台東間爬岩鰍、臺東間爬岩鰍，为輻鰭魚綱鯉形目爬鳅科间吸鳅属的鱼类，俗名台东间爬岩鳅。

## 分布
本魚分布于台湾中央山脉以东之各河中上游等。该物种的模式产地在台湾。被IUCN列為次級保育類動物。

## 特徵
本魚體縱扁延長呈圓筒狀，腹部扁平。眼小，口下位。胸鰭頗為寬大，向兩側水平延伸，腹鰭亦呈水平延展，腹鰭內側互相接近，基部具膜互相癒合，而其末端未完全相連。體呈青灰色或灰褐色，體背側及頭部具不規則蟲蝕狀淡色。偶鰭具有近圓形的白斑，背鰭具有3條灰黑色條紋，尾鰭具有3至4白色波狀橫帶。體長可達10公分。

## 生態
本魚為初級淡水魚，棲息於溪流中、上游水勢湍急的高溶氧區。為底棲性魚類，平時平貼於石頭上，屬雜食性，以岩石附生藻類和水生昆蟲為食。

## 經濟利用
不具食用性。

## 扩展阅读
維基物種上的相關：台东间吸鳅